# Power
Power je název písničky německé powermetalové hudební skupiny Helloween. Písnička vyšla roku 1996 na albu The Time of the Oath. Pojednává o dosažení něčeho, co je správné.
česká coververze
Pod názvem „Propast“ ji v roce 1999 nahrála skupina Komunální odpad

## Obsazení
- Andi Deris - zpěv
- Roland Grapow - kytara
- Michael Weikath - kytara
- Markus Grosskopf - basová kytara
- Uli Kusch - bubny